# لوکاس بییافانیز
لوکاس بییافانیز (انگلیسی: Lucas Villafáñez؛ زادهٔ ۴ اکتبر ۱۹۹۱) بازیکن فوتبال اهل آرژانتین است.
از باشگاه‌هایی که در آن بازی کرده‌است می‌توان به باشگاه فوتبال پانتولیکوس، باشگاه فوتبال پاناتینایکوس، باشگاه اتلتیکو ایندپندینته، و باشگاه فوتبال اتلتیکو هوراکان اشاره کرد.
وی همچنین در تیم‌های ملی فوتبال زیر ۲۰ سال آرژانتین و زیر ۲۳ سال آرژانتین بازی کرده‌است.